# RPG-29
 RPG-29 Vampir (ryska: РПГ-29 Вампир) är ett ryskt militärt rekylfritt raketgevär som används för att bekämpa stridsvagnar, pansarskyttefordon, lätta bepansrade fordon, befästningar och trupp.
Mot bepansrade mål används en pansarspränggranat med tandemladdning som klarar av att slå igenom över 750 mm pansarstål (eller 650 mm + reaktivt pansar). Mot oskyddade mål används en termobarisk laddning som genererar en kraftig tryckvåg.
RPG-29 användes av Hizbollah mot israeliska stridsvagnar under Libanonkriget 2006 och lyckades slå ut ett flertal tunga Merkava-vagnar. År 2007 slogs en brittisk Challenger 2 ut av en RPG-29 vid al-Amarah i Irak.